# Филип Матовић
Филип Матовић (Београд, 6. фебруара 1995) српски је фудбалер, који тренутно наступа за Телеоптик. Висок је 192 центиметра и игра на позицији централног одбрамбеног играча.

## Каријера
Матовић је прошао млађе категорије ОФК Београда и са клубом потписао стипендијски уговор крајем марта 2012. године. Он је, као капитен омладинске екипе, прикључен првом тиму тог клуба прикључен за сезону 2013/14. у Суперлиги Србије, док је почетком 2014. потписао свој први професионални уговор. Том приликом потписници су били и његови саиграчи Милош Остојић, Милан Гајић и Дејан Дражић. Недуго затим уступљен је војвођанском српсколигашу Динаму из Панчева, где је провео наредних годину дана. Матовић се током зимске паузе у сезони 2014/15. вратио у састав матичног клуба, док је свој први професионални наступ забележио у 21. колу Суперлиге Србије, ушавши у игру уместо Комнена Андрића у последњем минуту утакмице против Борца из Чачка, 21. марта 2015. Матовић је до краја такмичарске године одиграо укупно 8 утакмица и постигао један погодак, на сусрету последњег кола, у поразу резултатом 5ː3 на гостовању Јагодини. Матовић, је потом, током наредне сезоне најчешће имао статус резервисте, те је за клуб уписао укупно пет наступа, укључујући четири лигашке и једну утакмицу у Купу Србије. По испадању ОФК Београда из највишег ранга фудбалског такмичења у Србији, Матовић је први део такмичења у Првој лиги Србије, за сезону 2016/17. одиграо у улози капитена екипе. Почетком 2017, Матовић је узео исписницу из клуба и до краја сезоне није наступао.
Лета исте године, Матовић је представљен као нови играч Рада, на конференцији за штампу пред почетак такмичарске 2017/18. у Суперлиги Србије и том приликом задужио број 4 на дресу. За Рад званично није дебитовао, а почетком наредне године раскинуо је уговор напустио клуб. Касније се прикључио фудбалском клубу ГСП Полет Дорћол, где је одиграо други део сезоне у Српској лиги Војводине. Пред почетак сезоне 2018/19. у Првој лиги Србије, Матовић је прешао у Телеоптик. Он је на сусрету 5. кола тог такмичења постигао једини погодак за своју екипу у поразу резултатом 2ː1 на гостовању Златибору у Чајетини.

## Статистика

#### Клупска
| Клуб                       | Сезона   | Лига                  | Лига    | Лига   | Национални куп | Национални куп | Европа  | Европа | Остало  | Остало | Укупно  | Укупно |
| Клуб                       | Сезона   | Дивизија              | Наступа | Голова | Наступа        | Голова         | Наступа | Голова | Наступа | Голова | Наступа | Голова |
| -------------------------- | -------- | --------------------- | ------- | ------ | -------------- | -------------- | ------- | ------ | ------- | ------ | ------- | ------ |
| Динамо Панчево (позајмица) | 2013/14. | Српска лига Војводина | 8       | 0      | —              | —              | —       | —      | —       | —      | 8       | 0      |
| Динамо Панчево (позајмица) | 2014/15. | Српска лига Војводина | 8       | 0      | —              | —              | —       | —      | —       | —      | 8       | 0      |
| Динамо Панчево (позајмица) | Укупно   | Укупно                | 16      | 0      | —              | —              | —       | —      | —       | —      | 16      | 0      |
| ОФК Београд                | 2013/14. | Суперлига Србије      | 0       | 0      | 0              | 0              | —       | —      | —       | —      | 0       | 0      |
| ОФК Београд                | 2014/15. | Суперлига Србије      | 8       | 0      | —              | —              | —       | —      | —       | —      | 8       | 0      |
| ОФК Београд                | 2015/16. | Суперлига Србије      | 4       | 1      | 1              | 0              | —       | —      | —       | —      | 5       | 1      |
| ОФК Београд                | 2016/17. | Прва лига Србије      | 12      | 0      | 0              | 0              | —       | —      | —       | —      | 12      | 0      |
| ОФК Београд                | Укупно   | Укупно                | 24      | 1      | 1              | 0              | —       | —      | —       | —      | 25      | 1      |
| Рад                        | 2017/18. | Суперлига Србије      | 0       | 0      | 0              | 0              | —       | —      | —       | —      | 0       | 0      |
| ГСП Полет Дорћол           | 2017/18. | Српска лига Београд   | 8       | 0      | —              | —              | —       | —      | —       | —      | 8       | 0      |
| Телеоптик                  | 2018/19. | Прва лига Србије      | 13      | 1      | —              | —              | —       | —      | —       | —      | 13      | 1      |
| Каријера                   | Каријера | Каријера              | 61      | 2      | 1              | 0              | —       | —      | —       | —      | 62      | 2      |

- Ажурирано 17. децембра 2018. године.[4]